# Watsonulus eugnathoides
Watsonulus eugnathoides è un pesce osseo estinto, appartenente all'ordine dei parasemionotiformi. Visse nel Triassico inferiore (circa 251 - 248 milioni di anni fa) e i suoi resti fossili sono stati ritrovati in Madagascar, in India e forse in Nordamerica e in Russia.

## Descrizione
Questo pesce era di dimensioni medio-piccole, e solitamente non superava la lunghezza di 15-20 centimetri. Il corpo era leggermente tozzo, e la testa era alta e ampia. Il muso era piuttosto corto e l'apertura boccale molto profonda. Gli occhi erano relativamente piccoli. La pinna dorsale, di forma pressoché triangolare, era posta all'indietro nel corpo (nel terzo posteriore) e la pinna anale era più o meno speculare a quella dorsale e di forma simile. Le pinne ventrali e pettorali erano lunghe, mentre la pinna caudale non era divisa in lobi. Watsonulus era dotato di scaglie rivestite di ganoina che ricoprivano tutto il corpo in file diagonali. 
L'anatomia del cranio e del cinto pettorale di Watsonulus sono stati particolarmente ben studiati grazie a un lavoro di Olsen (1984): secondo lo studio, la scatola cranica conservava una serie di caratteri primitivi simili a quelli dei condrostei, come una fessura laterale aperta e una fontanella vestibolare frequentemente aperta, la presenza di un intercalare endocondrale senza crescite membranose e la fusione tra la maggior parte delle ossa endocondrali negli adulti. Altre caratteristiche richiamano invece altri pesci triassici come Heterolepidotus. Le ossa dermiche del cranio, invece, conservavano una caratteristica primitiva dei condrostei, ovvero un osso preopercolare dotato di un largo margine dorsale. La clavicola era simile a quella dei condrostei, mentre la parte interna del cinto pettorale era simile a quella dei teleostei. Infine, l'articolazione delle mascelle ricordava quella dell'attuale Amia calva.

## Classificazione
I fossili di questo animale vennero ritrovati per la prima volta in terreni del Triassico inferiore del Madagascar e vennero inizialmente descritti come Watsonia eugnathoides nel 1935 da Piveteau. Il nome Watsonia, però, risultò essere già stato utilizzato per descrivere un altro animale e fu quindi Brough nel 1939 a coniare il nome generico Watsonulus. Fossili attribuiti a questa specie (o a una molto simile) sono stati ritrovati anche in India (Romano et al., 2016), ed è possibile che il genere Watsonulus fosse presente anche in Russia e in Nordamerica. 
Watsonulus è un rappresentante dei parasemionotiformi, un gruppo di pesci ossei tipici del Triassico, forse affini agli amiiformi. In particolare, Watsonulus è stato fondamentale per comprendere le parentele di questi pesci grazie allo studio di Olsen del 1984.

## Paleobiologia
Si ritiene possibile che la dieta di Watsonulus consistesse in piante acquatiche e piccoli animali marini come i crostacei.